# Société des peintres-graveurs canadiens
La Société des peintres-graveurs canadiens (en anglais, Society of Canadian Painter-Etchers and Engravers)  est une institution artistique à but non lucratif de graveurs canadiens. Fondée en 1916, elle disparaît en tant que telle en 1976, après avoir été fusionnée avec la Société canadienne des arts graphiques (en) pour créer le Conseil canadien de gravure et de dessin.

## Histoire
La Société des peintres-graveurs canadiens a été fondée en 1916 pour succéder à l'éphémère Association of Canadian Etchers, fondée en 1885. Elle est relativement conservatrice. Elle favorise la gravure en taille-douce et insiste sur le fait que l'artiste doit être impliqué dans chaque étape de la production d'une estampe (à savoir du dessin à l'impression).
Cofondateur de la société, William W. Alexander participe aux expositions qu'elle organise en produisant des ex-libris basés sur ses esquisses et aquarelles de ses voyages dans le nord du pays en canoë. La société commence à tenir des expositions annuelles en 1919 au Musée des beaux-arts de l'Ontario, au sein d'une exposition plus importante. Elle tient des expositions dans d'autres espaces de Toronto à partir de 1933, puis de 1943 à 1959 elle s'établit au Musée royal de l'Ontario. De 1960 à 1974, la société change son lieu d'exposition annuelle, jusque-là maintenu à Toronto, pour d'autres villes d'Ontario.
En 1935, la société est enregistrée officiellement en 1935.
Alors que la Société canadienne des arts graphiques expose des sérigraphies à partir du milieu des années 1930, la Société des peintres-graveurs canadiens n'accepte pas ce format avant 1946. Elle reste de toute façon très regardante sur la présentation de ces œuvres et les exclut de toute offre commerciale.
De juin à août 1971, la Société des peintres-graveurs canadiens expose conjointement avec la Société canadienne des arts graphiques au Musée des beaux-arts de Montréal. En 1976, les deux sociétés fusionnent pour créer le Conseil canadien de gravure et de dessin. Jo Manning (en), active comme graveuse entre 1960 et 1980, est une membre exécutif de la Société canadienne des arts graphiques et une membre de la Société des peintres-graveurs canadiens, et est l'une des membres fondatrices de ce nouveau Conseil.